# Saro Urzì
Rosario Urzì, conocido como Saro Urzì (Catania, 24 de febrero de 1913 - San Giuseppe Vesuviano, 1 de noviembre de 1979), fue un actor italiano con amplia trayectoria en el cine. Fue conocido principalmente por protagonizar Seducida y abandonada, de Pietro Germi, en 1964, actuación que le valió un reconocimiento en el Festival de Cannes al Mejor Actor. También ha aparecido en El padrino en 1972 de Francis Ford Coppola interpretando al Señor Vitelli en la secuencia italiana.

## Biografía
Urzi nació en Catania en 1913. Vivió sus primeros años en Sicilia y después de haber realizado diversas actividades en su juventud, se dirigió a Roma, donde comenzó a trabajar en el cine, primero como una aparición, doble de acrobacias y acróbata y luego como actor en partes marginales de varias películas de los años treinta y cuarenta.
En 1948, Saro Urzi fue notado por el director genovés Pietro Germi, y fue elegido para interpretar al personaje del mariscal en la película En nombre de la ley.  En el set se creó un acuerdo entre el director y el actor que haría que Urzi estuviera presente en muchas de las películas filmadas por él, en las que interpretaría papeles cada vez más importantes.
Su actuación en la película En nombre de la ley le permitió ganar en la ceremonia de Nastro d’argento en 1949 como mejor actor de reparto. Posteriormente, su papel en la película Seducida y abandonada le valió el premio al mejor actor en el Festival de Cine de Cannes de 1964, así como un segundo Nastro d’argento en 1965.
En los años sesenta y setenta prestó su rostro y sus inconfundibles caracterizaciones en numerosas películas, trabajando con los mejores directores italianos de la época, como Nanni Loy, Luigi Comencini, Alessandro Blasetti y Carlo Lizzani.
Urzi interpretó al personaje de Brusco, la mano derecha de Peppone, en las cinco películas de la saga Don Camillo, basadas en las historias de Giovannino Guareschi.
También trabajó con directores extranjeros como Joseph Losey y Claude Chabrol y apareció en la película El padrino, de 1972, dirigida por Francis Ford Coppola y basada en la novela del mismo nombre de Mario Puzo.
Falleció por un ictus durante una visita a su hija en San Giuseppe Vesuviano, cerca de Nápoles, y ahí fue enterrado en la capilla familiar.

## Filmografía
- Il sogno di Butterfly de Carmine Gallone (1939)
- La conquista dell'aria de  Romolo Marcellini (1940)
- Senza cielo de Alfredo Guarini (1940)
- Tosca de  Carl Koch (1941)
- La compagnia della teppa de Corrado D'Errico (1941)
- Marco Visconti de Mario Bonnard (1941)
- Pia de' Tolomei de Esodo Pratelli (1941)
- Un colpo di pistola de Renato Castellani (1942)
- Odessa in fiamme de Carmine Gallone (1942)
- Giorno di nozze de  Goffredo Alessandrini (1942)
- Harlem de  Carmine Gallone (1943)
- Inviati speciali de  Romolo Marcellini (1943)
- Campo de' fiori de Mario Bonnard (1943)
- La freccia nel fianco de Alberto Lattuada (1945)
- La locandiera de  Luigi Chiarini (1946)
- Tombolo, paradiso nero de  Giorgio Ferroni (1947)
- 11 uomini e un pallone de Giorgio Simonelli (1948)
- Emigrantes de Aldo Fabrizi (1949)
- In nome della legge, regia di Pietro Germi (1949)
- Monastero di Santa Chiara de Mario Sequi (1949)
- La mano della morta de Carlo Campogalliani (1949)
- Gente così de Fernando Cerchio (1949)
- Ho sognato il paradiso de Giorgio Pàstina (1950)
- Patto col diavolo de Luigi Chiarini (1950)
- Barriera a settentrione de Luis Trenker (1950)
- Lo sparviero del Nilo de Giacomo Gentilomo (1950)
- Il cammino della speranza de Pietro Germi (1950)
- Il monello della strada de Carlo Borghesio (1950)
- Il bivio de Fernando Cerchio (1951)
- I falsari de Franco Rossi (1951)
- Fuoco nero, regia di Silvio Siano (1951)
- La vendetta del corsaro de Primo Zeglio (1951)
- Trieste mia! de Mario Costa (1951)
- Don Camillo de Julien Duvivier (1952)
- Una madre ritorna de Roberto Bianchi Montero (1952)
- Il brigante di Tacca del Lupo de Pietro Germi (1952)
- Cronaca di un delitto de Mario Sequi (1953)
- Il ritorno di don Camillo de Julien Duvivier (1953)
- Rivalità de Giuliano Biagetti (1953)
- Il tesoro dell'Africa de John Huston (1953)
- Opinione pubblica de Maurizio Corgnati (1954)
- I cinque dell'Adamello de Pino Mercanti (1954)
- Pane, amore e gelosia de Luigi Comencini (1954)
- Palude tragica de Juan de Orduña (1954)
- Don Camillo e l'onorevole Peppone de Carmine Gallone (1955)
- Motivo in maschera de Stefano Canzio (1955)
- La ladra de Mario Bonnard (1955)
- Il ferroviere  de  Pietro Germi (1956)
- I fidanzati della morte de Romolo Marcellini (1956)
- Dinanzi a noi il cielo de Roberto Savarese (1957)
- L'uomo di paglia de Pietro Germi (1958)
- Liana la schiava bianca de Herman Leitner (1958)
- Nella città l'inferno de Renato Castellani (1959)
- Nudi come Dio li creò de Hanns Schott-Schöbinger (1959)
- Il figlio del corsaro rosso de Primo Zeglio (1959)
- Un maledetto imbroglio de Pietro Germi (1959)
- I mafiosi de Roberto Mauri (1959)
- Cavalcata selvaggia de Piero Pierotti (1960)
- Gli avventurieri dei tropici de Sergio Bergonzelli (1960)
- Le femmine seminano il vento de Louis Soulanes (1961)
- Un giorno da leoni de Nanni Loy (1961)
- Passaporto falso de Pierre Montazel (1961)
- Don Camillo monsignore... ma non troppo de Carmine Gallone (1961)
- Lo sgarro de Silvio Siano (1961)
- Divorzio alla siciliana, regia di Enzo Di Gianni (1963)
- Seducida y abandonada de Pietro Germi (1964)
- Una storia di notte de Luigi Petrini (1964)
- Il compagno don Camillo de Luigi Comencini (1965)
- Colpo grosso, ma non troppo de Gérard Oury (1965)
- Missione Caracas de Raoul Andrè (1965)
- Io, io, io... e gli altri de Alessandro Blasetti (1966)
- Modesty Blaise - La bellissima che uccide de  Joseph Losey (1966)
- Romarey:operazione Mazaref de Harald Reinl (1967)
- Ossessione nuda de  Marcel Camus (1967)
- Gente d'onore de  Folco Lulli (1967)
- Criminal story de  Claude Chabrol (1968)
- La ragazza della notte de Marcel Camus (1968)
- Serafino de Pietro Germi (1968)
- Un caso di coscienza de  Giovanni Grimaldi (1970)
- Principe coronato cercasi per ricca ereditiera de  Giovanni Grimaldi (1970)
- La prima notte del dottor Danieli, industriale, col complesso del... giocattolo de Giovanni Grimaldi (1970)
- Le inibizioni del dottor Gaudenzi, vedovo, col complesso della buonanima de Giovanni Grimaldi (1971)
- El padrino de Francis Ford Coppola (1972)
- Alfredo Alfredo de  Pietro Germi (1972)
- Torino nera de Carlo Lizzani (1972)
- Il caso Pisciotta de Eriprando Visconti (1972)
- Sgarro alla camorra de Ettore Maria Fizzarotti (1973)
- Il figlioccio del padrino de Mariano Laurenti (1973)
- Il sergente Rompiglioni diventa... caporale de Mariano Laurenti (1975)
- Occhio alla vedovade Sergio Pastore (1975)
- Giovannino de Paolo Nuzzi (1976)

## Premios y distinciones
Festival Internacional de Cine de Cannes
| Año  | Categoría   | Película              | Resultado |
| ---- | ----------- | --------------------- | --------- |
| 1964 | Mejor actor | Seducida y abandonada | Ganador   |